# Reiter
Reiter az Amerikai Egyesült Államok északnyugati részén, Washington állam Snohomish megyéjében elhelyezkedő önkormányzat nélküli település.
Reiter postahivatala 1906 és 1918 között működött. A település névadója Charles G. Reiter bányaipari üzletember.

## Fordítás
- Ez a szócikk részben vagy egészben  a   Reiter, Washington című angol Wikipédia-szócikk ezen változatának fordításán alapul.  Az eredeti cikk szerkesztőit annak laptörténete sorolja fel. Ez a jelzés csupán a megfogalmazás eredetét és a szerzői jogokat jelzi, nem szolgál a cikkben szereplő információk forrásmegjelöléseként.